# Nazionale maschile under 18 di pallacanestro dell'Egitto
La nazionale di pallacanestro egiziana Under-18 è una selezione giovanile della nazionale egiziana di pallacanestro, ed è rappresentata dai migliori giocatori di nazionalità egiziana di età non superiore ai 18 anni.
Partecipa a tutte le manifestazioni internazionali giovanili di pallacanestro per nazioni gestite dalla FIBA.

## Partecipazioni

### FIBA AfroBasket Under-18
- 1977 -  1°
- 1980 - 5°
- 1984 -  1°
- 1998 -  2°
- 2008 -  1°

- 2010 -  1°
- 2012 -  3°
- 2014 -  1°
- 2016 -  2°
- 2018 -  3°

- 2020 -  3°
- 2022 -  1°